# Marelo
De Marelo was een zelfbouw-terreinmotor van de Nederlander Piet van de Marel.
Hij bouwde deze 244cc-tweetaktmachine in 1949. Het frame was geheel zelfbouw, waarbij de achtervork tevens als uitlaat dienstdeed. Ook het motorblok was zelfbouw, hoewel de zuigers en drijfstangen van Villiers stamden.